# Widek podkamiennik
Widek podkamiennik (Callistus lunatus) – gatunek chrząszcza z rodziny biegaczowatych i podrodziny dzierowatych, jedyny z monotypowego rodzaju Callistus, w języku polskim określanego jako widek lub kraśnik.

## Taksonomia
Gatunek ten opisany został po raz pierwszy w 1775 roku przez Johana Christiana Fabriciusa pod nazwą Carabus lunatus. Do rodzaju Callistus przeniesiony został w 1810 roku przez Franca Andreę Bonelliego na łamach „Mémoires de l’Academie des Sciences de Turin”.
Wyróżnia się w jego obrębie trzy podgatunki:
- Callistus lunatus gratiosus Mannerheim in Chaudoir, 1844
- Callistus lunatus lunatus (Fabricius, 1775)
- Callistus lunatus syriacus Pic, 1893.

## Morfologia
Chrząszcz o ciele długości od 4,5 do 7,3 mm. Głowa jest czarna z lekkim, niebieskawym połyskiem metalicznym, określana też jako ciemnogranatowa. Czułki są czarne z pomarańczowym członem pierwszym, a często też drugim, począwszy od członu trzeciego gęsto pokryte włoskami o odstających końcówkach i przylegającej części pozostałej. Barwa głaszczków jest brązowawa, a ich ostatni człon zaostrzony u szczytu. Przedplecze jest pomarańczowoczerwone do czerwonobrązowego, pozbawione metalicznego połysku, o zaokrąglonych krawędziach bocznych. Pokrywy mają tło ochrowożółte z czarnym wzorem złożonym z trzech par plam – barkowej, środkowej i przedwierzchołkowej. Plamy barkowe są małe i zaokrąglone. Plamy środkowe rozciągają się od krawędzi bocznych pokryw do ich drugich międzyrzędów. Plamy przedwierzchołkowe typowo łączą się w poprzeczną przepaskę i połączone są z plamami środkowymi wzdłuż krawędzi bocznych, a niekiedy łączą się z plamami środkowymi podłużnie, pozostawiając odizolowaną dodatkową parę plamek wierzchołkowych. Tło pokryw między plamami środkowymi i przedwierzchołkowymi zazwyczaj jest bladożółto rozjaśnione. Epipleury pokryw nie mają modyfikacji przed wierzchołkiem. Skrzydła tylnej pary są w pełni wykształcone. Odnóża są żółte z czarnymi udami oraz czarnymi nasadami i wierzchołkami goleni. Odnóża przedniej pary samców odznaczają się stopami o trzech rozszerzonych członach.

## Ekologia i występowanie

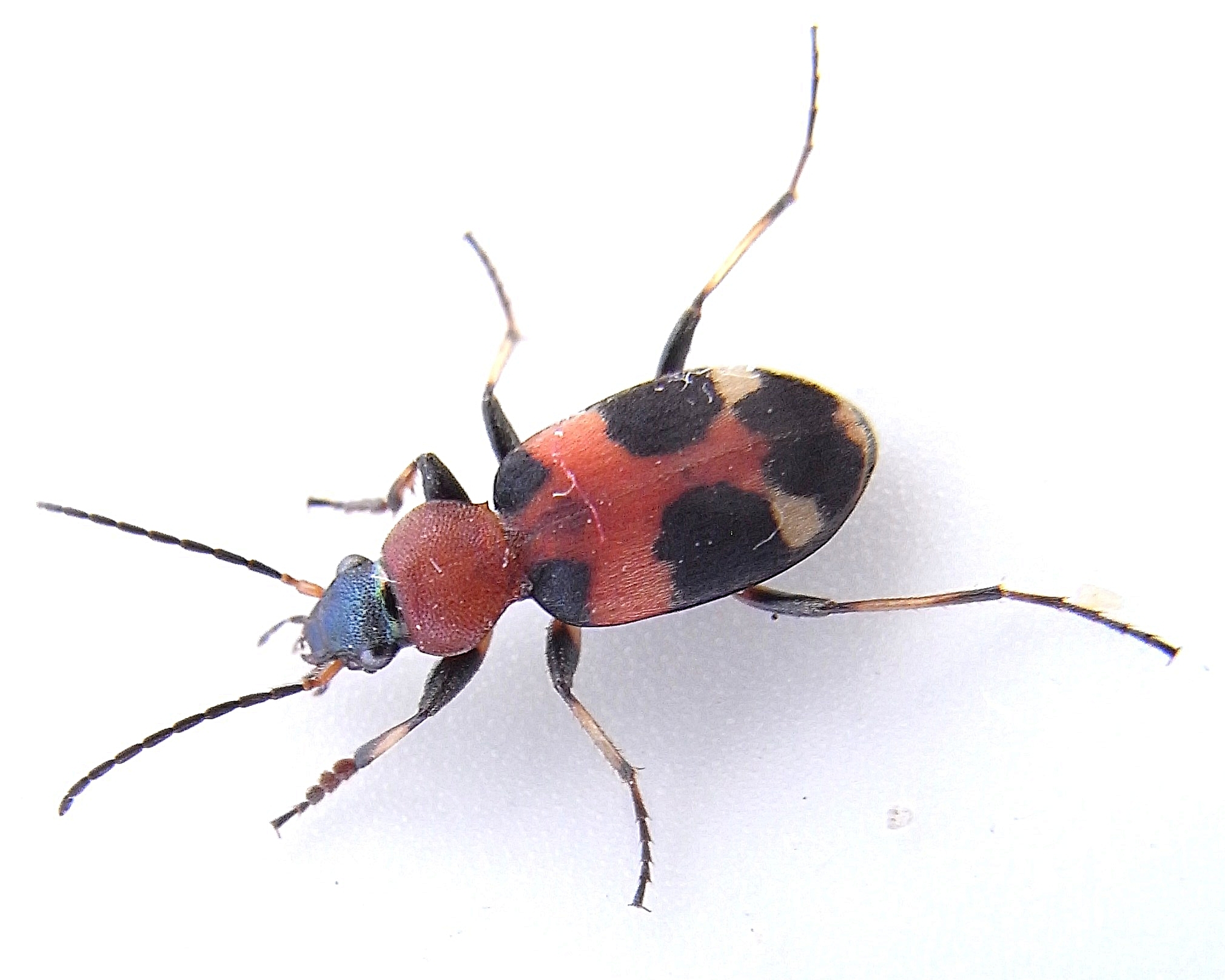
Imago

Owad rozmieszczony od nizin po przedgórza, najliczniejszy na wyżynach i podgórzach. Gatunek ciepłolubny. Zamieszkuje suche, nasłonecznione stanowiska, chętnie o kserotermicznym charakterze, w tym stepy, murawy kserotermiczne, nasłonecznione zbocza, pastwiska i skraje lasów. Preferuje podłoże piaszczyste lub wapienne. Bytuje pod kamieniami. Postacie dorosłe są aktywne od wiosny do jesieni i stanowią stadium zimujące.
Gatunek palearktyczny. Podgatunek nominatywny w Europie znany jest z Portugalii, Hiszpanii, Andory, Wielkiej Brytanii, Francji, Belgii, Luksemburga, Holandii, Niemiec, Szwajcarii, Austrii, Włoch, Danii, Szwecji, Norwegii, Polski, Czech, Słowacji, Węgier, Białorusi, Ukrainy, Mołdawii, Rumunii, Bułgarii, Słowenii, Chorwacji, Bośni i Hercegowiny, Serbii, Czarnogóry, Albanii, Macedonii Północnej, Grecji oraz europejskich części Rosji i Turcji. W Afryce Północnej stwierdzony został z Madery i Maroka. W Azji podawany jest z syberyjskiej części Rosji, anatolijskiej części Turcji, Gruzji, Armenii, Azerbejdżanu, Syrii, Kazachstanu, Turkmenistanu, Uzbekistanu, Tadżykistanu, Kirgistanu, Iraku, Iranu oraz Chin. C. l. syriacus jest endemitem Syrii, a C. l. gratiosus endemitem Iraku.
W Polsce znany jest nielicznych, rozproszonych stanowisk w południowej części kraju. Na „Czerwonej liście zwierząt ginących i zagrożonych w Polsce” umieszczony został jako gatunek bliski zagrożenia wymarciem (NT). 